# Контрудар під Сольцами

Карта боїв на Лузькому оборонному рубежі з 10 липня по 26 серпня 1941 року

Контрудар під Сольцами (рос. Контрудар под Сольцами) — контрнаступальна операція радянських військ Північно-Західного фронту (командувач генерал-майор Собенников П. П.) проти військ ударного угруповання німецької групи армій «Північ» (командувач В. фон Лееб), що наступала на Ленінград у липні 1941 року.

## Історія
У перші три тижні війни темпи просування німецьких військ на північному напрямку були рекордними навіть у порівнянні з успіхами інших груп армій. Так, 41-й моторизований корпус 4-ї танкової групи Гепнера прорвався вглиб радянської території на 750 км, 56-й моторизований корпус — на 675 км. Середній темп просування танкових з'єднань німців становив 30 км на добу, а в деякі дні вони долали понад 50 км за день. Головною метою німців на цьому напрямку було якомога швидше розгромити війська Північно-Західного фронту і в темпі бліцкригу опанувати Ленінград. Однак з ходу захопити місто частинам групи армій «Північ» не вдалося.
Війська радянського Північно-Західного фронту відступили з рубежу річки Велика на рубіж річки Луга, організувавши тут затятий опір. Водночас, частини Червоної армії відбивали удари 41-го моторизованого корпусу під Кінгісеппом і Лугою, де розгорнулися запеклі бої з 56-м німецьким моторизованим корпусом, що наступав на Новгород.
10 липня 4-та танкова група Вермахту з рубежу річки Велика й річки Череха відновила свій наступ на лузькому і новгородському напрямках.

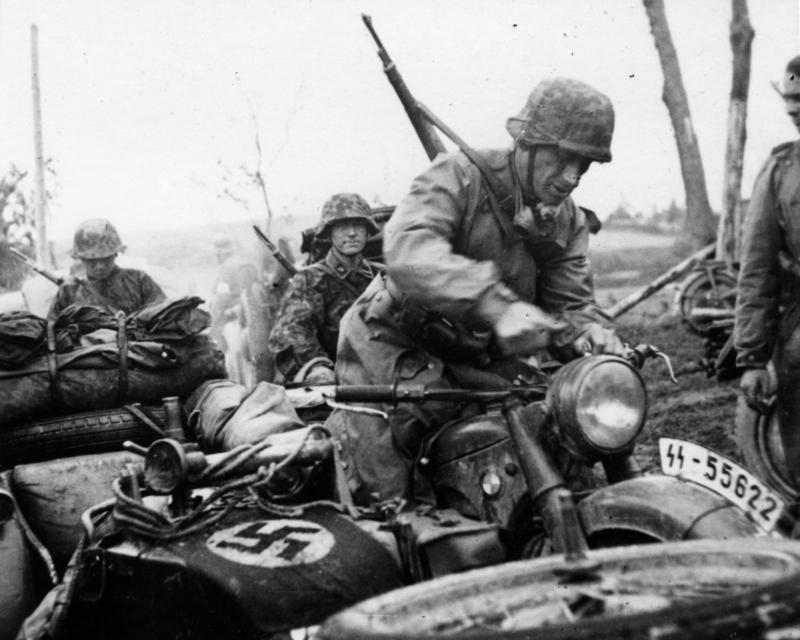
Солдати мотопіхотної дивізії СС «Тотенкопф» на мотоциклах у боях під Ленінградом. Літо 1941

14 липня 1941 року, просуваючись уздовж лівого берега річки Шелонь, війська генерала фон Манштейна опанували місто Сольці й наступного дня передовий загін вийшов до річки Мшага поблизу Шимська. Подальше його просування тут було зупинене контратаками резервів Лузької оперативної групи, що висунулися до цього часу з Ленінграда.
У зв'язку з тим, що 16-та німецька армія наступала на Холм і Стару Руссу, між її формуваннями і 56-м моторизованим корпусом фон Манштейна утворився 100-км розрив. Радянське командування вирішило скористатися цим проміжком у бойових порядках німецьких військ, намагаючись зірвати наступ ворога на Новгород і розгромити частини моторизованого корпусу противника, що прорвалися в район на південний захід від Шимська.
Командувач Північно-Західним фронтом директивою № 012 від 13 липня 1941 року наказав військам 11-ї армії генерала Морозова В. І., із засобами посилення: 21-ю танковою дивізією 10-го механізованого корпусу, 70-ю стрілецькою дивізією зі складу Лузької оперативної групи та 237-ю стрілецькою дивізією, перекинутої з району Гатчини, провести контрудар і відновити становище в районі міста Сольці.
Для проведення контрудару командувач 11-ю армією утворив два угруповання: північне — у складі 70-ї й 237-ї стрілецьких і 21-ї танкової дивізій (120 Т-26, 28 вогнеметних — загалом 148 танків на 8 липня 1941 року) і південне — у складі 183-ї стрілецької дивізії. За задумом командувача, ударами, що сходяться, у фланг і тил противника оточити війська противника, розсікти їх на частини та знищити. З метою не допущення відходу противника на південь за Шелонь командувач армією по південному березі річки розгорнув 202-гу моторизовану дивізію. З повітря ударне угруповання 11-ї армії прикривала винищувальна авіація фронту. Всього для підтримки наступу виділялося до 235 літаків.
Контрудар в районі Сольці, що почався в другій половині дня 14 липня, виявився для військ Вермахту несподіваним. Наступ ударних угруповань Червоної армії розвивався успішно, чому посприяв раптовий наліт на ворожі позиції на захід від Сольц, Ситні і Порхова бомбардувальників Північно-Західного фронту, що вивели з ладу до 30 німецьких танків і багато іншої техніки. З 14 по 18 липня в західній частині Солецького району розгорнулися запеклі бої.
15 липня після 16-годинного бою 70-та стрілецька дивізія у взаємодії з 237-ю стрілецькою дивізією зломили опір ворога і відрізали йому шляхи відходу на захід. 17 липня частини дивізії оволоділи містом Сольці. 180-та естонська стрілецька дивізія завдала удару в північному напрямку з району Дно на Ситню. Протягом двох наступних днів вона просунулася на 20—25 км, захопила полонених і трофеї й вийшла на південний берег річки Шелонь. Одночасно 183-тя латиська та 182-га естонська стрілецькі дивізії стримували натиск ворога із заходу, прикриваючи лівий фланг корпусу.
У чотириденних боях 8-ма танкова дивізія та інженерний полк противника були розгромлені. 8-ма танкова потрапила в оточення вже 15 липня, і так щільно, що довелося забезпечувати її повітрям, а для деблокади зняти з інших ділянок фронту мотопіхотну дивізію СС «Мертва голова», 1-шу і 21-гу піхотні дивізії 16-ї польової армії й кинути їх на виручку корпусу Манштейна. Хоча 8-й дивізії й вдалося вирватися з оточення, для відновлення її боєздатності був потрібен цілий місяць, оскільки радянськими військами було знищено близько 50 німецьких танків танкової дивізії, що стояли без бензину й очікували на заправлення.
Частини 56-го моторизованого корпусу були відкинуті на 40 км на захід. Великих втрат зазнали тили корпусу.
Однак повністю розгромити німецькі війська в районі Порхова і Сольц не вдалося. 16 липня до складу 56-го мотокорпус була передана дивізія СС «Мертва голова», яка відновила становище на річці Шелонь. Більшій частині 56-го мотокорпусу вдалося вирватися з оточення. 19 липня німецьке командування наказало припинити наступ на Ленінград і відновити його лише після того, як до річки Луга наблизяться основні сили 18-ї армії.
Контрудар 11-ї армії тимчасово усунув загрозу прориву німецьких військ до Новгорода і зірвав першу спробу ворога опанувати Ленінградом з ходу. Продовжити наступ на цьому напрямку німці змогли лише 10 серпня, додатково стягнувши в район Сольц п'ять свіжих дивізій.